# Ordem da Liberdade
A Ordem da Liberdade é uma ordem honorífica portuguesa, criada a 4 de outubro de 1976, que se destina a distinguir serviços relevantes prestados em defesa dos valores da civilização, em prol da dignificação do Homem e à causa da liberdade.
O Grão-Mestre da Ordem é, tal como nas demais Ordens Honoríficas Portuguesas, por inerência o Presidente da República, cargo exercido desde 2016 pelo Presidente Marcelo Rebelo de Sousa.

## História
A Ordem da Liberdade foi criada no contexto resulta da Revolução de 25 de Abril de 1974. Foi criada com o objectivo de agraciar os que se notabilizaram em defesa da liberdade, da democracia e dos direitos humanos.
A Ordem da Liberdade foi instituída pelo Decreto-Lei n.º 709-A/76, de 4 de Outubro. A Ordem foi destinada a distinguir e galardoar serviços relevantes prestados à causa da democracia e da liberdade. Com a Ordem da Liberdade foram agraciados os militares que lideraram a Revolução dos Cravos e muitas personalidades que se distinguiram pela defesa dos Direitos Humanos.

## Graus
O Presidente da República é por inerência Grão-Mestre de todas as ordens honoríficas portuguesas.
Tal como nas restantes ordens honoríficas portuguesas, a Ordem da Liberdade tem duas categorias de membros: titulares e honorários. São titulares os cidadãos portugueses agraciados com a Ordem, sendo honorários os cidadãos estrangeiros e as instituições e localidades nacionais ou estrangeiras condecoradas.
A Ordem inclui seis graus, em ordem decrescente de preeminência:
- Grande-Colar (GColL)
- Grã-Cruz (GCL)
- Grande-Oficial (GOL)
- Comendador (ComL)
- Oficial (OL)
- Cavaleiro (CvL) / Dama (DmL)

Tal como nas demais ordens honoríficas portuguesas, o título de Membro-Honorário (MHL) pode ser atribuído a instituições e localidades.
Quando instituída, a Ordem incluía também duas medalhas relacionadas: a Medalha de Ouro (MOL) e a Medalha de Prata (MPL). No entanto, em 2011, estas medalhas já não eram referenciadas.
Para além dos cidadãos nacionais também os cidadãos estrangeiros podem ser agraciados com esta Ordem. No âmbito de uma subsequente reforma das ordens honoríficas portuguesas, foram ligeiramente modificados os fins da Ordem da Liberdade, para passarem a fazer referência à defesa dos valores da civilização, da dignificação do Homem e da liberdade.

## Insígnias

### Distintivo

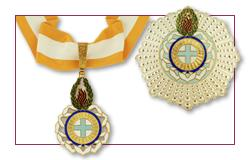
Insígnias de Comendador da Ordem da Liberdade

O distintivo da Ordem da Liberdade é um medalhão constituído por um círculo central de esmalte branco com uma cruz grega de esmalte azul perfilada de ouro, envolvido por coroa circular de ouro lavrada em forma de raios divergentes do centro, circundada por outra coroa circular de esmalte azul-ferrete filetada de ouro pelo exterior, tudo envolvido por onze voos estilizados de esmalte branco perfilados de ouro e sobrepostos alternadamente. O medalhão é encimado por uma chama esmaltada de vermelho, realçada de ouro, contida numa capela de loureiro de esmalte verde com as folhas perfiladas de ouro, e a fita amarela com uma lista central branca.
As cores da Ordem são o amarelo e o branco.

### Insígnias
O Grande-Colar tem como insígnias um colar, uma banda e uma placa dourada. A Grã-Cruz tem como insígnias uma banda e uma placa dourada. O Grande-Oficial tem como insígnias uma fita para o pescoço e uma placa dourada. Ao Comendador são atribuídas como insígnias uma fita para o pescoço e uma placa prateada. O Oficial usa como insígnias uma medalha com roseta. O Cavaleiro tem como insígnias uma medalha.
As senhoras agraciadas usam laço em vez de fitas para o pescoço e medalhas. Os laços são grandes para os graus de Grande-Oficial e Comendador, pequeno com roseta para Oficial e pequeno (simples) para Dama.

## Conselho
Como Chanceler do Conselho das Ordens Nacionais, que inclui a Ordem da Liberdade, foi renomeada em 2021 Manuela Ferreira Leite. Ferreira Leite tinha sido nomeada inicialmente em 2011 e reconduzida em 2016. Substituiu no cargo Mota Amaral.

## Grandes-Colares

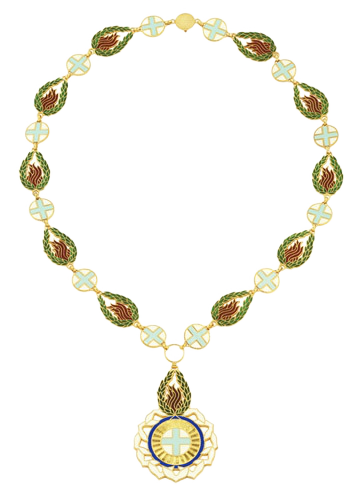
Grande-Colar da Ordem da Liberdade

O Grande-Colar é o mais alto grau da Ordem da Liberdade. É usado pelo Presidente da República enquanto Grão-Mestre da Ordem. É tradicionalmente reservado a Chefes de Estado, salvo raras excepções que traduzem uma especial distinção. Actualmente, além do Grão-Mestre, a Ordem da Liberdade tem 16 Grandes-Colares, 2 titulares e 14 honorários.

### Grão-Mestre
- Marcelo Rebelo de Sousa, Presidente da República (2016)

### Grandes-Colares Titulares
- Mário Soares, 17.º Presidente da República (1996)
- Jorge Sampaio, 18.º Presidente da República (2006)
- General António Ramalho Eanes, 16.º Presidente da República (2015)
- Aníbal Cavaco Silva, 19.º Presidente da República (2016)

### Grandes-Colares Honorários
- François Mitterrand, Presidente da França (1987)
- Rei Juan Carlos I de Espanha (1988)
- Václav Havel, Presidente da República Checa (1990)
- António Mascarenhas Monteiro, Presidente de Cabo Verde (1991)
- Patricio Aylwin, Presidente do Chile (1992)
- Miguel Trovoada, Presidente de S. Tomé e Príncipe (1992)
- Lech Wałęsa, Presidente da Polónia (1993)
- Jelyu Jelev, Presidente da Bulgária (1994)
- Fernando Henrique Cardoso, Presidente do Brasil (1995)
- Sam Nujoma, Presidente da Namíbia (1995)
- Luiz Inácio Lula da Silva, Presidente do Brasil (2003)
- Kofi Annan, Secretário-geral das Nações Unidas (2005)
- Joaquim Chissano, Antigo Presidente de Moçambique (2016)
- François Hollande, Presidente da França (2016)
- Michelle Bachelet, Presidente do Chile (2017)
- Jorge Carlos Fonseca, Presidente de Cabo Verde (2017)
- Grão-Duque Henrique de Luxemburgo (2017)
- Juan Manuel Santos, Presidente da Colômbia (2017)
- Sergio Mattarella, Presidente da República Italiana (2017)
- Rei Filipe VI de Espanha (2018)
- Volodymyr Zelensky, Presidente da Ucrânia (2023)
- Klaus Iohannis, Presidente da Roménia (2023)
- Emmanuel Macron, Presidente da França (2025)

## Agraciados
| Categorias da Wikipédia                  | Artigos |
| ---------------------------------------- | ------- |
| Grandes-Colares da Ordem da Liberdade    | 28      |
| Grã-Cruzes da Ordem da Liberdade         | 109     |
| Grandes-Oficiais da Ordem da Liberdade   | 93      |
| Comendadores da Ordem da Liberdade       | 61      |
| Oficiais da Ordem da Liberdade           | 20      |
| Cavaleiros da Ordem da Liberdade         | 1       |
| Medalhas de Ouro da Ordem da Liberdade   | 0       |
| Medalhas de Prata da Ordem da Liberdade  | 0       |
| Membros-Honorários da Ordem da Liberdade | 34      |
| Total de artigos                         | 345     |

Desde a criação em 1976 foram registados 499 membros da Ordem da Liberdade.
Entre os 405 membros titulares há 4 Grandes-Colares, 111 Grã-Cruzes, 120 Grandes-Oficiais, 134 Comendadores, 28 Oficiais e 9 Cavaleiros ou Damas.
Entre os 94 membros honorários encontramos 13 Grandes-Colares, 16 Grã-Cruzes, 8 Grandes-Oficiais, 5 Comendadores e 8 Oficiais, para além de 44 Membros-Honorários, 43 entidades portuguesas e uma entidade estrangeira (Amnistia Internacional).
Entre os distinguidos com a Ordem da Liberdade estão as seguintes personalidades, instituições e localidade, ordenadas cronologicamente:
| Nome                                                | Grau  | Data       | Notas                |
| --------------------------------------------------- | ----- | ---------- | -------------------- |
| António Ferreira Gomes                              | GCL   | 1980-04-22 |                      |
| Salgueiro Maia                                      | GCL   | 1983-09-24 |                      |
| Tomás da Fonseca                                    | ComL  | 1984-12-12 | a título póstumo     |
| José Gomes Ferreira                                 | GOL   | 1985-10-01 |                      |
| Aurélio Manuel Trindade                             | GCL   | 1985-10-01 |                      |
| Aristides de Sousa Mendes                           | OL    | 1986-11-15 | a título póstumo     |
| Associação Académica de Coimbra                     | MHL   | 1989-04-12 |                      |
| Nelson Mandela                                      | GCL   | 1991-04-22 | cidadão sul-africano |
| Jorge Campinos                                      | GCL   | 1994-08-24 | a título póstumo     |
| José Manuel Cipriano Mouzinho de Albuquerque Duarte | GOL   | 1995-06-09 | a título póstumo     |
| Mário Soares                                        | GColL | 1996-03-09 |                      |
| Alberto Martins                                     | GCL   | 1999-06-09 |                      |
| António Borges Coutinho                             | GOL   | 2001-09-03 |                      |
| Ramalho Eanes                                       | GCL   | 2004-04-25 |                      |
| Kalidás Barreto                                     | GOL   | 2004-04-25 |                      |
| Fernando Rosas                                      | ComL  | 2006-01-30 |                      |
| Rui Pereira                                         | ComL  | 2006-01-30 |                      |
| Jorge Sampaio                                       | GColL | 2006-03-09 |                      |
| Mário Montalvão Machado                             | GCL   | 2007-12-05 |                      |
| Albino Aroso                                        | GOL   | 2008-06-06 |                      |
| Associação dos Deficientes das Forças Armadas       | MHL   | 2008-12-19 |                      |
| Paulo de Carvalho                                   | OL    | 2009-06-08 |                      |
| António Barbosa de Melo                             | GCL   | 2011-04-25 | [ 18 ]               |
| Artur Santos Silva                                  | GCL   | 2011-04-25 | [ 18 ]               |
| Francisco Pinto Balsemão                            | GCL   | 2011-04-25 | [ 18 ]               |
| Isabel da Nóbrega                                   | GOL   | 2011-04-25 | [ 18 ]               |
| Maria Velho da Costa                                | GOL   | 2011-04-25 | [ 18 ]               |
| Luís Filipe Costa                                   | ComL  | 2011-04-25 | [ 18 ]               |
| Pedro Osório                                        | ComL  | 2011-04-25 | [ 18 ]               |
| Banco Alimentar Contra a Fome                       | MHL   | 2011-04-25 | [ 18 ]               |
| João Paulo da Costa da Silva                        | GOL   | 2011-06-10 |                      |
| Bruno Gonçalo Mendes Neto                           | CvL   | 2015-06-10 |                      |
| Mário Emílio de Morais Sacramento                   | GCL   | 2021-07-06 | a título póstumo     |

## Lista de localidades agraciadas
As seguintes localidades portuguesas foram agraciadas com a Ordem da Liberdade:
| Brasão | Localidade         | Grau             | Alvará              | Concessor                |
| ------ | ------------------ | ---------------- | ------------------- | ------------------------ |
|        | Cidade de Aveiro   | Membro-Honorário | 23 de Março de 1998 | Presidente Jorge Sampaio |
|        | Vila do Couço      | Membro-Honorário | 9 de Junho de 2000  | Presidente Jorge Sampaio |
|        | Cidade de Santarém | Membro-Honorário | 25 de Abril de 2015 | Presidente Cavaco Silva  |